# Совєтський
Совє́тський (рос. Советский) — місто, центр Совєтського району Ханти-Мансійського автономного округу Тюменської області, Росія. Адміністративний центр та єдиний населений пункт Совєтського міського поселення.
Населення — 29456 осіб (2017, 26495 у 2010, 23230 у 2002).

## Клімат
Місто Совєтський прирівняне до районів Крайньої Півночі. Клімат помірний континентальний, що характеризується швидкою зміною погодних умов, особливо восени та навесні, а також протягом доби.

## Промисловість
Основними галузями промисловості є лісозаготівля і переробка деревини.